# Pietro 4. Candiano
Pietro 4. Candiano (døde 976) var den 22. doge i Venedig fra 959 til sin død. Han var den ældste søn af Pietro 3. Candiano, blev udnævnt til dennes medregent og senere valgt til hans efterfølger. 

## Opkomst
Ved at knytte sin søn til posten som doge forsøgte Pietro 3. at skabe et arvekongedømme i Venedig. Det ophidsede folket, som under en offentlig sammenkomst forsøgte at dræbe dogen. Pietro 4. greb ind for at redde sin fars liv og landsforviste ham og et lille følge til Ivrea, hvorfra markgreve Guy førte ham til sin far, kongen af Italien Berengar 2.
Pietro 3. deltog herefter sammen med Guy i en ekspedition mod Theobald 2., hertug af Spoleto, og opnåede støtte fra Berengar til et angreb på Venedig. Som anfører for en gruppe partisaner besejrede Pietro 4. sin far, men dræbte ham ikke. Herefter blev han valgt som eneste doge.

## Tiden som doge
En af hans første handlinger som doge var at blinde og udvise biskoppen af Castello, som var anklaget for simoni. I juni 960 lod han igen folkeforsamlingen indkalde og fik den til at godkende en lov, som forbød slavehandel. 
Af politiske årsager forstødte Pietro sin første kone, Joan, og tvang hende til at flytte til klosteret Santa Zaccaria. Han fik to børn med hende: hans søn Vitale, som senere blev valgt til doge, og hans datter, som blev gift med Tribuno Memmo, en senere doge. I 966 giftede Pietro sig igen med Waldrada, datter af langobarden Hubert af Spoleto, en slægtning til kejser Otto den Store. Waldrada var også en slægtning til kongen af Italien og medbragte en stor medgift herunder besiddelsen af Treviso, Friuli og Ferrara. 
Den 2. december 967 fik Pietro fornyet en række handelsprivilegier af kejseren. De vedrørte venetianere i almindelighed og han og hans familie i særdeleshed. Mens dette styrkede båndene til kejserriget i vest blev kejseren i øst Johannes 1. meget ophidset. Han truede med krig hvis venetianerne ikke holdt om med af sejle kontrabande for saracenerne, som Johannes på det tidspunkt kæmpede intenst mod på flere fronter. I 971 måtte Pietro indvillige i at ophøre med at handle med muslimerne.

## Død
I 973 døde Pietro 4.'s beskytter Otto den Store. Hans efterfølger, Otto 2., havde travlt med at nedkæmpe opstande i Tyskland, og det gav de venetianere, som var imod Pietro en lejlighed til at slippe af med ham. De spærrede ham inde i hertugpaladset og satte ild på det. Ilden bredte sig imidlertid til Limitrofe og Markuskirken. Snart var en stor del af byen brændt. Dogen og hans lille søn med Waldrada, Pietro, blev dræbt og deres lig kastet i slagtehuset, men blev senere reddet og respektfuldt begravet i Sant'Ilario kirken. Waldrada overlevede, og den næste doge, Pietro 1. Orseolo, lod hende få sin arv for ikke at irritere kejseren og henlede hans opmærksomhed på de seneste begivenheder og deres ophavsmænd i Venedig. Vitale, Pietro 4.'s overlevende søn, flygtede til Sachsen, hvor han konspirerede mod den nye doge.